# 호베르투 피르미누
호베르투 피르미누 바르보자 지 올리베이라(포르투갈어: Roberto Firmino Barbosa de Oliveira, 1991년 10월 2일, 마세이오 ~)는 브라질의 축구 선수로, 현재 카타르 스타스 리그의 알사드에서 공격수로 활약하고 있다.

## 경력
피르미누는 2010년 12월, 피게이렌시 FC에서 TSG 1899 호펜하임으로 이적하였으며, 그의 계약은 2017년 6월까지 유효했다. 그는 2011년 1월 1일, 정식으로 TSG 1899 호펜하임에 입단하였으며 약 5시즌 간 머물렀다.
그리고 2015년 리버풀 FC로 이적하였고, 위르겐 클로프 감독 부임 이후 폴스 나인 역할을 수행하며 팀의 핵심적인 선수로 자리잡았다. 2018-19 시즌에는 UEFA 챔피언스 리그에서 우승을 달성하였고, 2019년 UEFA 슈퍼컵과 FIFA 클럽 월드컵에서도 우승을 차지하였다. 이후 2019-20 시즌 프리미어 리그 우승에 이어 2021-22 시즌 풋볼 리그 컵과 FA 컵 우승을 차례로 달성하였고, 이후 2022년 FA 커뮤니티 실드 우승까지 이뤄내며 리버풀에서 좋은 활약을 보였다.
2023년 3월 10일, 리버풀은 공식 홈페이지를 통해 피르미누가 계약 연장을 하지 않기로 결정한 후 프리미어리그 2022-23 시즌을 끝으로 리버풀을 떠날 것이라고 발표했다.
2023년 7월 4일, 사우디 프로페셔널리그의 알아흘리와 3년 계약을 맺으며 입단했다.

## 출전 통계
| 구단       | 리그             | 시즌    | 출전 | 득점 | 도움 |
| ---------- | ---------------- | ------- | ---- | ---- | ---- |
| 피게이렌시 | 세리 B           | 2009    | 2    | 0    |      |
| 피게이렌시 | 세리 B           | 2010    | 36   | 8    |      |
| 호펜하임   | 분데스리가       | 2010-11 | 11   | 3    |      |
| 호펜하임   | 분데스리가       | 2011-12 | 33   | 7    | 2    |
| 호펜하임   | 분데스리가       | 2012-13 | 36   | 7    | 2    |
| 호펜하임   | 분데스리가       | 2013-14 | 37   | 22   | 15   |
| 호펜하임   | 분데스리가       | 2014-15 | 36   | 10   | 12   |
| 호펜하임   | 합계             | 5시즌   | 153  | 49   | 31   |
| 리버풀     | 프리미어리그     | 2015-16 | 49   | 11   | 9    |
| 리버풀     | 프리미어리그     | 2016-17 | 41   | 12   | 8    |
| 리버풀     | 프리미어리그     | 2017-18 | 54   | 27   | 14   |
| 리버풀     | 프리미어리그     | 2018-19 | 48   | 16   | 7    |
| 리버풀     | 프리미어리그     | 2019-20 | 52   | 12   | 12   |
| 리버풀     | 프리미어리그     | 2020-21 | 48   | 9    | 9    |
| 리버풀     | 프리미어리그     | 2021-22 | 35   | 11   | 5    |
| 리버풀     | 프리미어리그     | 2022-23 | 35   | 13   | 5    |
| 리버풀     | 합계             | 8시즌   | 362  | 111  | 69   |
| 알아흘리   | 사우디 프로 리그 | 2023-24 | 34   | 9    | 6    |
| 알아흘리   | 사우디 프로 리그 | 2024-25 | 31   | 12   | 8    |
| 알아흘리   | 합계             | 2시즌   | 65   | 21   | 14   |

## 기록

#### 리버풀
- 프리미어리그 : 2019-20
- FA컵 : 2021-22
- EFL컵 : 2021-22
- 커뮤니티실드 : 2022
- UEFA 챔피언스리그 : 2018-19
- UEFA 슈퍼컵 : 2019
- FIFA 클럽 월드컵 : 2019

#### 알아흘리 사우디
- AFC 챔피언스리그 엘리트 : 2024-25

#### 브라질 축구 국가대표팀
- 코파 아메리카 : 2019

### 개인
- 분데스리가 시즌의 발견 : 2013-14
- PFA 이 달의 선수 : 16년 1월
- UEFA 챔피언스리그 시즌의 스쿼드 : 2017-18
- AFC 챔피언스리그 최우수 선수 : 2024-25
- 삼바 골드 : 2018